# Lost & Found (1961-1962)
Lost & Found (1961-1962) es un álbum de compilación de The Beach Boys que fue publicado en 1991 bajo la discográfica DCC Compact Classics. Esta compilación tiene todo el material no editado de su primera sesión de grabación en octubre de 1961, e incluye apuntes de sesiones perdidos, la compilación fue hecho por Steve Hoffman. En 2016 se editó una versión completa con todos los demos y canciones que se grabaron en esas sesiones en el álbum Becoming The Beach Boys: The Complete Hite & Dorinda Morgan Sessions.

## Características
The Beach Boys influenciados con la música de los 1950 (sobre todo con The Four Fresmen y The Hi-Los), grabó bajo el nombre de Carl & The Passions las canciones "Samoa", "Lone Survivor", "Barbie", "What is a Young Girl" y otras más. Con el tiempo esas grabaciones se perdieron. Pero más tarde fueron encontradas, y recopiladas en este álbum. También se incluyeron las primeras versiones de "Surfin'" y "Luau", la canción inédita "Barbie" y "What is a Young Girl Made of", estas fueron grabadas en el estudio de los Morgan. También tiene el instrumental "Beach Boys Stomp (A.K.A. Karate)", todas estas canciones desconocidas, son presuntamente de 1960 o 1961.
Antes del asegurar un contrato con Capitol, The Beach Boys hicieron sus primeras incursiones en el negocio de música con grabaciones diminutas en 1961 y 1962, para varios sellos discográficos de Los Ángeles. Este álbum no presenta menos de 16 tomas de estas sesiones, con charlas de estudio en el fondo. Sólo algunas de estas grabaciones fueron publicados en el tiempo: su sencillo de estreno "Surfin'" y un sencillo publicado bajo el seudónimo Kenny and the Cadets. El sonido del álbum es muy básico en comparación con sus grabaciones famosas, hay múltiples tomas de la mayor parte de las canciones.
Con este álbum se puede comprobar que los Beach Boys ya eran capaces de pulir sus ya impresionantes armonías en las primeras versiones de "Surfer Girl" y "Surfin' Safari". La gran mayoría de las canciones que se interpretaron eran baladas adolescentes de música surf que haría saltar a la fama al grupo en 1963. Esta recopilación de material incluye canciones de su primer período de sesiones de grabación en octubre de 1961 (cuando grabaron "Surfin'"), e incluye notas exhaustivas de línea.

## Lista de canciones
Todas las canciones escritas y compuestas por Brian Wilson y Mike Love, excepto donde se indica. 
| N.º | Título                                           | Notas                                                                 | Duración |  |
| 1.  | «Luau» (Bruce Morgan)                            | Pista máster grabada el 3 de octubre de 1961                          | 1:46     |  |
| 2.  | «Surfin'»                                        | Demo acústico grabado el 15 de septiembre de 1961                     | 2:31     |  |
| 3.  | «Studio Chatter»                                 |                                                                       | 0:16     |  |
| 4.  | «Surfin'»                                        | Primera toma de la canción grabada el 3 de octubre de 1961            | 2:29     |  |
| 5.  | «Studio Chatter»                                 |                                                                       | 0:07     |  |
| 6.  | «Surfin'»                                        | Pista máster grabada el 3 de octubre de 1961                          | 2:21     |  |
| 7.  | «Studio Chatter»                                 |                                                                       | 0:23     |  |
| 8.  | «Luau» (Bruce Morgan)                            | Pista de prueba grabada el 8 de febrero de 1962                       | 1:50     |  |
| 9.  | «Luau» (Bruce Morgan)                            | Demo acústico grabado el 15 de septiembre de 1961                     | 1:49     |  |
| 10. | «Barbie»                                         | Pista máster en estéreo grabada el 8 de marzo de 1962                 | 2:23     |  |
| 11. | «What Is a Young Girl Made Of» (Bruce Morgan)    | Pista máster grabada el 8 de marzo de 1962                            | 2:18     |  |
| 12. | «Surfin' Safari»                                 | Pista en máster grabada el 8 de febrero de 1962                       | 2:06     |  |
| 13. | «Studio Chatter»                                 |                                                                       | 0:20     |  |
| 14. | «Surfin' Safari»                                 | Demo de efectos sonoros grabado el 8 de febrero de 1962               | 2:05     |  |
| 15. | «Studio Chatter»                                 |                                                                       | 1:00     |  |
| 16. | «Surfer Girl» (Brian Wilson)                     | Pista máster grabada el 8 de febrero de 1962                          | 2:56     |  |
| 17. | «Judy» (Brian Wilson)                            | Pista máster grabada el 8 de febrero de 1962                          | 2:22     |  |
| 18. | «Judy» (Brian Wilson)                            |                                                                       | 2:21     |  |
| 19. | «Beach Boys Stomp (A.K.A. Karate)» (Carl Wilson) | Versión de larga duración de "Karate" grabada el 8 de febrero de 1962 | 2:15     |  |
| 20. | «Surfin' Safari»                                 | Pista de prueba de la canción grabada el 8 de febrero de 1962         | 2:09     |  |
| 21. | «Lavender» (Bruce Morgan)                        | Demo de muestra grabado en 1961                                       | 2:31     |  |